# Mahovljani
Mahovljani (szerbül: Маховљани), település Bosznia-Hercegovinában, Laktaši községben, Bosanska krajina területén, a Szerb Köztársaságban. 

## Fekvése
Bosznia-Hercegovina északi részén, Banja Lukától légvonalban 19, közúton 22 km-re északkeletre, községközpontjától légvonalban és közúton 2 km-re északra, a Kozara-hegység keleti lejtőin és a Lijevce polje síkságán,  a Kozara-hegység és az Orbász-folyó között, 118-214 méteres magasságban fekszik. Mahovljani a Szerb Köztársaság egyik legfontosabb közlekedési csomópontja. Területén található a Banja Luka-i repülőtér és a mahovljani lehajtó, ahol a Banja Luka – Doboj autópálya csatlakozik a Gradiška – Banja Luka autópályához (amelyet 2011-ben helyeztek forgalomba).

## Népessége
| Nemzetiségi csoport | Népesség 1991 | Népesség 2013 |
| ------------------- | ------------- | ------------- |
| Szerb               | 401           | 829           |
| Bosnyák             | 224           | 70            |
| Horvát              | 151           | 33            |
| Jugoszláv           | 63            | 0             |
| Egyéb               | 38            | 35            |
| Összesen            | 877           | 967           |

## Története
A régészeti leletek tanúsága szerint Mahovljani területe már az őskor óta folyamatosan lakott volt. A Luke lelőhelyen 1982-ben egy késő bronzkori, korábban megsemmisült temető szélét tárták fel, mely az urnamezős kultúrához tartozott. Preka Luka területén a római építőanyag maradványok egy nagyobb római településre utalnak, melynek leletei a 2-4. századból származnak. 1960-ban a 9.-12. században lakott, kettős sánccal védett erődített település maraványait ásták ki. Ezen a helyen találták meg az egyik híres potkozarjei szláv nekropoliszt. A temető 10. és a 11. század közötti időszakból származik. A feltárt 8 sírból 4-ben bronz ékszereket (többnyire fülbevalót és gyűrűt) találtak.
A település a 12. század végétől tartozott a Magyar Királysághoz, majd a Mátyás király által alapított Jajcai Bánság része volt. A környék településeihez hasonlóan 1528-ban került török uralom alá.
A település 1878-ig tartozott az Oszmán Birodalomhoz, ekkor a berlini kongresszus határozata alapján az Osztrák–Magyar Monarchia része lett. 1879-ben az első osztrák-magyar népszámlálás során a Banja Luka-i járáshoz tartozó településnek 39 háztartása és 224 ortodox lakosa volt. 1883-ban és az utána következő években Lijevce polje és Potkozarje területén olaszok, németek, ukránok és lengyelek telepedtek le. Mahovljaniba főként Trento környéki olaszok érkeztek. Az első tiroli olaszok 1883. szeptember 20-án érkeztek a településre. Az olasz lakosság a modern agrotechnikai módszerekkel gyorsan magasabb szintre emelte a gazdasági fejlődést, a célból, hogy ez a terület Bosznia és Hercegovina legfejlettebb részévé váljon. A telepesek mezőgazdasági birtokokat hoztak létre, ahol zöldséget, gyümölcsöt, szőlőt műveltek, és a szőlőből híres bort készítettek. 1887-ben megalapították a római katolikus plébániát, 1902-ben pedig felépítették a plébániatemplomot. 1910-ben a Banja Luka-i járáshoz tartozó településen 42 háztartást, 249 ortodox, 2 muszlim és 12 evangélikus lakost találtak. A mahovljani tiroli kolóniának 81 háztartása és 504 római katolikus lakosa volt. A monarchia szétesésével 1918-ban előbb a Szerb-Horvát-Szlovén Királyság, majd 1929-től a Jugoszláv Királyság része. 1921-ben Mahovljani községnek 54 háztartása és 273 lakosa, a tiroli olasz kolóniának 94 háztartása és 563 lakosa volt. Az 1929-es törvény értelmében, amikor Bosznia-Hercegovinát négy banovinára, Drinskára, Vrbaskára, Zetskára és Primorskára osztották, a település a Vrbaska banovina része lett, amelynek székhelye Banja Luka volt. 
1939-ben a Laktaši környékén élő olaszok többsége kivándorolt, kivéve néhány családot, akiknek leszármazottai még ma is Laktašiban élnek. Jugoszlávia megszállása után a Független Horvát Állam (NDH) része lett. A második világháború után a szocialista Jugoszláviához tartozott. A daytoni békeszerződést követő területfelosztásnál Laktaši község részeként a Szerb Köztársaság területéhez került.

## Nevezetességei
- A mahovljani római katolikus plébániát 1887-ben alapították, elsősorban a Trento környékéről érkező olasz bevándorlók számára. A plébánia területén Bakinciban lengyelek is éltek. Az Assisi Szent Ferenc plébániatemplom 1902-ben épült az ideiglenes templom helyett, de 1942-ben leégett. Csak 1965-ben állították helyre. A boszniai háborúban (1992-1995) többször is súlyosan megrongálódott, de ismét megjavították. A plébániaház 1893-ban épült. A második világháborúban ez is leégett, majd 1991-ben újjáépítették. A boszniai háborúban is többször megrongálták, kifosztották, végül teljesen megsemmisült. 1999-ben újat építettek. 2003-ban egy új egyházmegyei ingatlant rendeztek be mellette újonnan telepített szőlővel. 1894. április 20-tól 1942-ig működött itt a Krisztus Vére Imádói Nővérek háza, akik egy általános iskolát is vezettek. A mahovljani katolikus plébániához a következő települések tartoznak: Mahovljani, Bakinci, Laktaši és Riječani.[8]

- Az Assisi Szent Ferenc plébániatemplomhoz két oldalszárny csatlakozik – az északi sekrestye és a déli ravatalozó kápolna. A homlokzat délnyugati sarkához magas harangtorony csatlakozik. A belső teret famennyezet borítja, a padlót az 1992-es és 1998-as restaurálások során újították fel. A bejárat fölött kórus, az oltár két oldalán pedig 19. századi Krisztus és Szűz Mária faszobrai láthatók. Az Assisi Szent Ferenc-templom államilag védett műemlék. A templomkertben áll egy emlékmű, amelyet 2013-ban állítottak a mahovljani olaszok leszármazottai. Az emlékmű háromcsúcsú hegy alakú, minden telepes vezetéknevével és születési évével van rá felírva. Az emlékműhöz tartozik egy kataszteri térkép is, amelyen a Mahovljaniban élt összes olasz család egykori birtoka látható.[9]

- 1995 óta szolgál itt a Trentói Római Katolikus Egyházmegye papja, Don Lucio Tomaselli, aki plébániájának fiataljaival érkezett a Banja Luka-i Egyházmegyébe. Leginkább az ő érdeme a Banja Luka-i Egyházmegye Szőlőbirtokának létrehozása, ahol 2007 óta kiváló minőségű fehér tömegbort, valamint Cabernet Sauvignon vörösbort készítenek.[10]

- Berek – középkori erődített település maradványai. A lelőhelyen 1960-ban N. Miletić vezetésével végeztek kisebb szondázó ásatásokat. A Lug határrészen a síkságból kiemelkedő település központi részét kettős földsánc védte, melynek bejárata az északnyugati oldalon volt. Az ásatás során kemence maradványai és sok kerámiatöredék került elő állatcsontokkal és szarvból készített szerszámokkal. A sáncok egy 120x130 méteres területet kerítettek, és 2-3 méter magasak voltak. Korukat a 9-12.századra tették.[4]

- Kamenica – a lelőhelyen kora középkori urnát találtak, benne égett csontokkal és egy kés maradványaival a 9. századból.[4]

- Luke – őskori temető maradványai. A lelőhelyen O. Jamaković végzett 1982-ben leletmentő ásatásokat, melynek során urnasíros temetőt tárt fel. Az ásatás egy késő bronzkori, korábban megsemmisült temető szélét érintette, mely az urnamezős kultúrához tartozott.[4]

- Római település maradványai. A római építőanyag maradványok nagy területre terjedtek ki Preka Luka területén. A lelőhelyen 25 darab római pénzérme és egy pár ezüst karkötő is előkerült. A leletek a 2-4. századból származnak.[4]